# Laura Wie
Laura Wie (Porto Alegre, 12 de janeiro de 1967) é uma modelo e apresentadora brasileira.
Descendente de alemães e comunicadora da área cultural, foi modelo durante 15 anos, desfilando e fotografando em vários países. Trabalhou pessoalmente com Givenchy, Ralph Lauren e Karl Lagerfeld, entre outros. Atuou como atriz na peça Mademoiselle Chanel ao lado de Marília Pêra. Desenvolveu-se como apresentadora nas emissoras People&Arts, TV Cultura, Canal 21, TV Ideal, Record News e na Rede TV. Escreve sobre cultura, moda e viagens para veículos diversos.
Formada em Letras/Inglês pela Faculdade de Filosofia, Letras e Ciências Humanas da USP, e tendo viajado para mais de 40 países no mundo, utiliza hoje suas experiências e o olhar de dentro da moda e sua história, para compartilhar em palestras e bate-papos pelo Brasil. 
Sua palestra mais marcante — por conta da vivência na Maison Chanel, em Paris — é “Chanel e sua História”, em que discorre sobre a vida e criações da estilista que revolucionou a moda do século XX. 